# Retrato do jovem Duque N.B. Yusupov (Petroccelli)
Retrato do jovem Duque N.B. Yusupov também chamado Portrait of Young Duke N.B. Yusupov (em italiano:  Ritratto del giovane Duca N.B. Yusupov),  é uma obra de arte única do artista italiano Vincenzo Petrocelli. 
Finalizado em 1851, é uma obra de arte exposto na Hermitage, São Petersburgo, nos Rússia, é uma das obras pictóricas mais famosas da Retrato no mundo.

## Inscrição
Assinatura na parte inferior direita: V. Petroccelli.

## Exibição
- Nápoles, 1851
- Museum of the Ethnography of the Peoples of the USSR, 1946
- Museu Heritage, 1946

## Publication History
- Angelo De Gubernatis, Ugo Matini, Dizionario degli artisti italiani viventi, pittori, scultori e architetti, Tipi dei successori Le Monnier, 1889 (provenienza dell'originale Harvard University)
- Enrico Giannelli, Artisti napoletani viventi: pittori, scultori ed architetti : opere da loro esposte, vendute e premi ottenuti in esposizioni nazionali ed internazionali, Melfi & Joele, 1916
- Arturo Berisio, Napoli nobilissima, Volumi 9-10, 1969